# Lorentz Tovatt
Lorentz Andreas Tovatt (/to'vat/), tidigare Leo Andreas Tovatt, född 12 november 1989 i Hedvig Eleonora församling i Stockholm, är en svensk politiker (miljöpartist). Han var riksdagsledamot 2017–2022 för Stockholms kommuns valkrets.
Tovatt började sina politiska kommunal uppdrag i Ekerö kommun. Han var språkrör för Grön Ungdom tillsammans med Magda Rasmusson 2013–2016. Han har också bland annat varit skribent på Supermiljöbloggen samt politiskt sakkunnig på Miljödepartementet.
Tovatt valdes i valet 2014 in som ledamot av Stockholms stads kommunfullmäktige samt ledamot av Trafiknämnden. I valet 2014 stod han både på riksdagslistan och på kommunfullmäktigelistan. Mellan 2017 och 2021 tjänstgjorde han som ersättare i riksdagen, efter valet 2018 som statsrådsersättare för Isabella Lövin. När Lövin lämnade politiken i januari 2021 blev Tovatt ordinarie riksdagsledamot.
Tovatt har inom politiken främst varit aktiv i klimatdebatten, där han bland annat argumenterat för att det krävs en mer progressiv klimatpolitik.[källa behövs] Han har även engagerat sig i frågan om hållbart mode och utsågs 2014 till Almedalsveckans bäst klädda manliga politiker.